# Beach volley ai Giochi della XXVI Olimpiade
Gli incontri di beach volley ai Giochi della XXVI Olimpiade furono disputati nella metropoli di Atlanta dal 23 al 28 luglio 1996.

## Podi

### Uomini
| Evento                           | Oro                                   | Argento                              | Bronzo                       |
| Beach volley maschile (dettagli) | Stati Uniti Karch Kiraly Kent Steffes | Stati Uniti Mike Dodd Mike Whitmarsh | Canada John Child Mark Heese |

### Donne
| Evento                            | Oro                               | Argento                                 | Bronzo                                 |
| Beach volley femminile (dettagli) | Brasile Jackie Silva Sandra Pires | Brasile Mônica Rodrigues Adriana Samuel | Australia Natalie Cook Kerri Pottharst |

## Medagliere
| Posizione | Paese       | Oro | Argento | Bronzo | Totale |
| --------- | ----------- | --- | ------- | ------ | ------ |
| 1         | Stati Uniti | 1   | 1       | 0      | 2      |
| 1         | Brasile     | 1   | 1       | 0      | 2      |
| 3         | Canada      | 0   | 0       | 1      | 1      |
| 3         | Australia   | 0   | 0       | 1      | 1      |
| Totale    | Totale      | 2   | 2       | 2      | 6      |